# Glaucidae
Die Glaucidae sind eine Familie der Fadenschnecken in der Unterordnung der Nacktkiemer. Sie besteht aus den beiden pelagischen, weltweit in warmen und gemäßigten Meeren schwimmenden gehäuselosen Schneckenarten Glaucus atlanticus und Glaucus marginatus (auch Glaucilla marginata), die an der Meeresoberfläche lebende Nesseltiere fressen.

## Merkmale
In Anpassung an die pelagische Lebensweise haben die Glaucidae einen abgeflachten Körper mit 3 bis 4 Paar seitlicher „Füßchen“ (Pedunculi), an denen die langen Cerata sitzen, welche die Lage der Schnecke im Wasser stabilisieren. Die Tiere haben einen kleinen Kopf mit hervorstehenden Augen, einem Paar kurzer Mundfühler und oberhalb zwei sehr kurzen, kaum sichtbaren Rhinophoren. Wie bei anderen Fadenschnecken führen in die Cerata Ausläufer der Mitteldarmdrüse, die in s.g. Nesselsäcken enden. Hier werden die Nesselkapseln der gefressenen Nesseltiere gespeichert und dienen der Verteidigung der Schnecken gegen Fressfeinde.
Die Zähne der einreihigen Radula haben einen hervorstehenden Höcker, der bei Glaucus marginatus vergleichsweise länger als bei Glaucus atlanticus ist, und eine Reihe von Zähnchen. Die kräftigen Kiefer sind chitinös. Der After mündet seitlich am Rücken zwischen dem zweiten und dritten Pedunculus, das Nephridium ebenfalls am Rücken zwischen dem ersten und zweiten Pedunculus.
Wie andere Fadenschnecken sind die Glaucidae Zwitter. Die weibliche Geschlechtsöffnung ist am Bauch rechts. Der mit einem Chitinstachel bewehrte Penis ist länger als der Körper der Schnecke und ermöglicht so eine gegenseitige Begattung zweier schwimmender Schnecken. Die Eier werden in Eischnüren an treibenden Beuteresten oder Tang befestigt. Aus den Eiern schlüpfen zahlreiche Veliger-Larven mit einer kleinen Schale, die sich von Plankton ernähren und schließlich zu kleinen schalenlosen Fadenschnecken metamorphosieren.
Die Glaucidae fressen pelagische Hydrozoen (Segel- und Staatsquallen, Porpita porpita). Während Glaucus atlanticus Längen von 4 cm erreicht, wird Glaucus marginatus nur wenige Millimeter groß.

## Systematik
Nach Bouchet und Rocroi (2005) ist die Familie Glaucidae eine von vier Familien in der Überfamilie Aeolidioidea. Zu der Familie gehören zwei Arten:
- Glaucus atlanticus Forster, 1777
- Glaucus marginatus (Bergh, 1860), Synonym: Glaucilla marginata Bergh, 1860

Die beiden Arten gehören traditionell zu den beiden monotypischen Gattungen Glaucus Forster, 1777 und Glaucilla Bergh, 1860, doch stellen sie Valdés und Campillo 2004 auf Grund ihrer großen Ähnlichkeit in eine gemeinsame Gattung Glaucus, so dass die Glaucidae nunmehr eine monogenerische Familie sind.
Auf Grund einer Arbeit von Michael Miller von 1974 wurde eine Zeitlang der Begriff der Familie Glaucidae von einigen Autoren in einem wesentlich größeren Umfang unter Einschluss postulierter Unterfamilien Facelininae, Favorininae, Crateninae und Herviellinae verstanden (bisherige Familien Babainidae, Facelinidae und Favorinidae) und umfasste hiernach so auch zahlreiche benthische Gattungen, darunter beispielsweise Facelina, Dondice und Hermissenda. Dieser Vorschlag war immer umstritten und wurde unter anderem mit dem Argument abgelehnt, dass die Unterfamilien polyphyletisch seien und den beiden Arten Glaucus atlanticus und Glaucilla marginata wegen ihrer hoch spezialisierten pelagischen Lebensweise der Status einer eigenen Familie gebühre. Die zeitweise mit unter Glaucidae eingeschlossenen benthischen Arten gehören nach der Systematik von Bouchet und Rocroi (2005) zur Familie Facelinidae.